# إسفين كروي

إسفين كروي نصف قطره r وزاويته α

في الهندسة الرياضية، الإسفين الكروي أو الوتد الكروي هو جزء من كرة يحدها نصفي قرص مستويين وهلال كروي (يُطلق عليه قاعدة الإسفين). الزاوية بين أنصاف القطر الواقعة داخل أنصاف الأقراص المحيطية هي α ثنائي السطوح . إذا كان AB عبارة عن نصف قرص يشكل كرة ممتلئة عندما يدور تمامًا حول المحور z ، فإن تدوير AB فقط بزاوية α ينتج إسفينًا كرويًا بنفس الزاوية α. [A] الإسفين الكروي لـ α = π راديان (180 درجة) يسمى نصف الكرة، بينما الإسفين الكروي لـ α = 2π راديان (360 درجة) يشكل كرة كاملة.
يمكن أن يرتبط حجم الإسفين الكروي بشكل حدسي بتعريف AB في ذلك بينما تعطى حجم كرة نصف قطرها r بواسطة 43πr3، يعطى حجم إسفين كروي ذو نفس نصف القطر r بـ:
{\displaystyle V={\frac {\alpha }{2\pi }}\cdot {\tfrac {4}{3}}\pi r^{3}={\tfrac {2}{3}}\alpha r^{3}\,.}